# التراث المصري
يتضمن التراث المصري مجموعات من القيم الثقافية، والتقدم التكنولوجي، والهندسة، واللغة، والفن. وقد انتقل هذا الإرث إلى الحضارات المجاورة التي تأثرت بالحضارة المصرية القديمة مثل مملكة كوش والحضارة اليونانية ومنها إلى الحضارة الرومانية ثم الحضارة الغربية وبهذا تكون مصر قد تركت تأثير حضاري بشكل مباشر وغير مباشر على حضارات العالم القديم والحديث
خلقت الحضارة المصرية تراث عظيم عريق يزيد عن 7000 سنة، ويلاحظ أن المصري حاليا يستخدم ألفاظ وعبارات ويقدم على أفعال لا يعلم مرجعها ولا من أين استمدها والحقيقة أن هذه الأفعال والألفاظ مستمده من واقع الحضارة المصرية القديمة وتناقلت إليه عبر العصور والأزمان والأجيال اللاحقة.

## الأبجدية
تنحدر أغلب الأبجديات المستخدمة في العالم الحديث (ما عدا بعض دول شرق آسيا مثل الصين واليابان وشبه الجزيرة الكورية) من الأبجدية السينائية الأولية التي وجدت في مصر والتي بدورها مشتقة من الكتابة الهيروغليفية المصرية ومتفرعة منها. وبذلك تكون مصر قد قدمت أكبر وأعظم إرث في البشرية ألا وهي الأبجدية التي تطورت من كتابتها إلى الأبجدية السينائية الأولية ثم إلى الأبجدية الفينيقية ثم الأبجدية اليونانية ثم الأبجدية اللاتينية التي نشرتها الإمبراطورية الرومانية إلى معظم أوروبا. ومن ناحية أخرى انبثقت من الأبجدية الفينيقية الأبجدية الآرامية والعبرية والنبطية والعربية.

## الأدب المصري القديم
بعد أن تحول القبط إلى المسيحية في القرون الأولى للميلاد، أصبح لديهم أدبهم الخاص غير المرتبط بالأدب الأدب المصري القديم أو الهيليني. ومع ذلك، يعتقد العلماء بأن الأدب المصري القديم، المتوارث شفاهةً، كان له أثره على الأدب اليوناني القديم والأدب العربي. يظهر ذلك من التشابه بين قصة سقوط يافا على أيدي المصريين، بعد أن اختبأ الجنود في السلال، وقصة سقوط طروادة على أيدي اليونانيين بعد أن اختبأوا في حصان طروادة، التي ذكرها هوميروس في الإلياذة. كما أنه يمكن الربط بين مغامرات السندباد البحري وحكاية الملاح التائه المصرية القديمة. وقد علّق بعض علماء العالم القديم على الأدب المصري القديم، فمثالاً، علق المؤرخ الروماني اليهودي يوسيفوس فلافيوس على نصوص مانيتون التاريخية.

## العلوم
أما من حيث العلوم ودور وتأثيرها فيه في الحضارة اليونانية فلا يوجد أصدق من مقولة المؤرخ اليوناني هيرودوت الذي قال: المدن الإغريقية كلها مدن مصرية قديمة، ويقول الفيلسوف اليوناني أفلاطون في كتابه القوانين: ما من علم لدينا إلا وقد أخذناه من مصر، وبالنظر إلى طاليس أبو الفلسفة اليونانية، أفلاطون، سولون أبو القانون اليوناني، فيثاغورث، كلهم تعلموا جميعاً في مصر.

## التقويم
عندما احتلت الإمبراطورية الرومانية مصر استفاد الرومان من علوم المصريين القدماء الفلكية، فقام يوليوس قيصر بتعديل التقويم الروماني القديم بالاستعانة بأحد الفلكيين الإسكندريين يدعى سوسيجينس الإسكندري، وقد تمثل تعديله في جعل السنة العادية 365 يوما والكبيسة 366 يوما وتكون سنة كبيسة كل أربع سنوات، وجعل عدد أيام الأشهر الفردية 31 يومًا والزوجية 30 يومًا عدا شهر فبراير فيكون في السنة العادية 28 يوم وفي الكبيسة 29 يوم، دخل التقويم اليولياني حيز التنفيذ في سنة 45 ق م الموافقة لسنة 709 لإنشاء روما. فظهر التقويم اليولياني الذي سيتطور ويصبح التقويم الغريغوري الذي يستخدم في أغلب دول العالم حاليا.
ولكن هذا التقويم لم ينجُ من العبث حيث سمي الشهر السابع باسم يوليوس قيصر فصار اسمه يوليو ثم في سنة 33 ق.م سمي الشهر الثامن باسم القيصر أغسطس (أكتافيوس) ولئلا يكون شهر يوليس (يوليو) أكبر من شهر أغسطس زادوا في الشهر الثامن يوماً على حساب شهر فبراير، ثم عدلوا عدد أيام الشهور بعد أغسطس لئلا تتوالى ثلاثة أشهر بنفس الطول (يوليو-أغسطس-سبتمبر) فعكسوا القاعدة، فصار سبتمبر 30 يومًا وأكتوبر 31 يومًا ونوفمبر 30 يومًا وديسمبر 31 يومًا.
يستمر استخدام التقويم المصري الذي تم إصلاحه في مصر باعتباره التقويم القبطي ومن قبل عامة الشعب المصري، ولا سيما الفلاحين، لحساب المواسم الزراعية. وهي تختلف فقط في عصرها. يقسم المزارعون المصريون المعاصرون، مثل أسلافهم القدامى، السنة إلى ثلاثة فصول: الشتاء والصيف والفيضان. كما يرتبط أيضًا بالمهرجانات المحلية مثل فيضان النيل السنوي ومهرجان الربيع القديم شم النسيم".
يستند التقويم الإثيوبي إلى هذا التقويم المعدل ولكنه يستخدم أسماء الأمهرية لشهوره ويستخدم حقبة مختلفة. كان التقويم الجمهوري الفرنسي مشابهًا، لكنه بدأ عامه في الخريف الاعتدال. مثل صانع أوريري البريطاني جون جليف التقويم المصري في إعادة بناء آلية أنتيكيثيرا.

## ساعات اليوم
نشأ الوقت بصيغة ال12 ساعة في مصر القديمة. عثر على ساعة شمسية مصرية للاستخدام النهاري، ووجدت ساعة مائية مصرية للاستخدام الليلي في مقبرة الملك أمنحتب الأول. يؤرخ إلى حوالي 1500 قبل الميلاد، قسمت هذه الساعات أوقات الاستخدام الخاصة بكل منها إلى 12 ساعة لكل منها.

## اختراعات واكتشافات
ساهمت الحضارة المصرية القديمة في وضع أساس العديد من الاختراعات والاكتشافات في العالم من الزراعة والطب والهندسة والرياضيات والحكومة المركزية والكيمياء والري والجيوش والفن والحقوق المدنية والموضة والرياضة وغيرها الكثير في مختلف وشتى المجالات.

## التحطيب
وفن التحطيب أو عصاية المحبة أو غية الرجال. نشأ في مصر القديمة، وتناقلته الأجيال عبر آلاف السنين، وهو من  الفنون اللامادية التي كان يهددها الاندثار، لولا أن أدركته منظمة اليونسكو أخيرا وسجلته على  قائمتها للتراث العالمي، وهو حدث مهم  للثقافة المصرية.
يفتخر أبناء  الصعيد في جنوب مصر بلعبة التحطيب معتبرينها «لعبة الرجال» يتوارثونها من جيل بعد جيل ومن عائلة إلى أخرى، وتعد لعبة «التحطيب» مصرية خالصة وتتركز في صعيد مصر في محافظات سوهاج وأسوان والأقصر وقنا، ورغم أنها قد تبدو لعبة غريبة حيث يتقاتل فيها شخصان باستخدام عصاة وغالبًا ما يتم هذه التقاتل على أنغام آلة المزمار، إلا أن اللعبة لا تزال تجد إقبالًا كبيرًا بين «الصعايدة» الذين يعتبرونها غية الرجال.
وزارة الثقافة المصرية بذلت جهودًا كبيرة لتسجيل لعبة التحطيب ضمن قائمة التراث غير المادى باليونسكو باعتبارها تراثا مصريا غير مادي، وهو ما تحقق في 30 نوفمبر 2016، خلال اجتماع اللجنة الحكومية الدولية لليونسكو في أديس أبابا.
وسعت وزارة الثقافة منذ عام 2014 لتسجيل تلك اللعبة التراثية العريقة في اليونسكو، بعد أن نجحت في تسجيل ملف السيرة الهلالية، في عام 2008، وتقدمت بملف عن تاريخ اللعبة، وأهميتها في مصر كتراث أصيل، إلا أنه تم سحب الملف لإجراء مجموعة من التعديلات، وإعادة تقديمه إلي المنظمة، بعد الانتهاء منها.
وبالفعل في اجتماع اللجنة الحكومية الدولية لليونسكو في أديس أبابا، نجح وفد وزارة الثقافة – برئاسة الدكتورة نهلة إمام الأستاذ بأكاديمية الفنون – في تسجيل ملف التحطيب في منظمة اليونسكو، وتم تسجيل اللعبة علي قائمة التراث الثقافي غير المادي.
جذور فن التحطيب
تعود جذور فن التحطيب إلى مصر القديمة، حيث وجدت نقوشات على  المعابد المصرية القديمة، والعصاة التي استخدمها قدماء المصريين كانت مصنوعة من نبات البردي المعجون حتى لا تسبب إصابات بالغة للاعبين وبمرور الوقت تغير نوع العصاة من الشومة الغليظة وحتى عصاة خفيفة من الخيزران.
وكانوا يؤدونها كنوع من التدريب للقتال وقت الحروب، وللتسلية في فترات السلم، وكانوا ينزعون نصل الحراب ويتدربون بالعصا على فنون الدفاع والهجوم، وبمرور العصور باتت موروثا شعبيا توارثته الأجيال، ربما يختلف في محافظات عن أخرى، إلا أنه يظل تقليدا أصيلا يساعد على التقارب والتماسك الاجتماعي، ويمارسه الناس في المناسبات الاجتماعية والاحتفالات الدينية، خاصة في الصعيد حيث يعتبرونه وسيلة لترسيخ قيم الشجاعة والوفاء، لا أداة للعنف أو القمع.
وبقيت اللعبة «غِيَّة الرجال» هذه تجسيدا للمروءة والشهامة والمنافسة التي لا تعرف الخصومة، فرغم اعتمادها على فكرة القتال بما يعنيه من هجوم ودفاع، وانتصار وخسارة، فإنها تعكس معانى إنسانية جيدة مثل روح الجماعة، والدفاع عن الكرامة، واحترام الآخر، ووسيلة فعالة لتفريغ الطاقة بشكل سلمي، حيث لا مجال للثأر في ممارسة التحطيب، فهى الحلبة الوحيدة في الصعيد التي إذا توفي أحد المتبارزين في أثنائها لا يجوز لأهل المتوفى المطالبة بثأره، أو حتى ديته، وذلك على نقيض حالات القتل الأخرى، كما أنه لا يسمح لمن كان على خصومة باللعب كطرفين متنافسين.
طريقة التحطيب
عادة ما تكون المبارزة بالعصا على أنغام المزمار بين شخصين، حولهما دائرة من المشجعين يتابعون حركاتهما بدقة، ينتظرون اللحظة التي يستطيع أحدهما إسقاط العصا من يد الآخر حتى يعلنوا فوزه والاحتفاء به، وهذا هو المشهد المتكرر للعبة أو الرقص بالعصا، المعروفة في أنحاء مصر، والمنتشرة بكثرة في محافظات الصعيد، والتي يولع بها أبناء الجنوب، ومن يتابع الأفلام السينمائية القديمة أو الدراما المصرية فلا شك أنه تعرف على هذه اللعبة الشعبية التي يبحث عنها الهواة والمحترفون في الموالد أو الأفراح، ويذهبون وراءها في أي مكان لإشباع رغبتهم في ممارستها، كما شكلت مفردة أساسية في بعض لوحات الفنانين التشكيليين.
عصا التحطيب
"العصا هي محور التحطيب، والأداة الأساسية التي لا يمكن أن تبدأ اللعبة من دونها، فالعصا أداة ورمز، لها جذورها في الموروث الديني والشعبي، خاصة عند أهل الصعيد، فقد تم ذكرها في القرآن الكريم في قوله تعالى: (قَالَ هِيَ عَصَايَ أَتَوَكَّأُ عَلَيْهَا وَأَهُشُّ بِهَا عَلَى غَنَمِي وَلِيَ فِيهَا مَآَرِبُ أُخْرَى)، كما أن للعصا أشكالا وأصنافا واستخدامات متعددة، لكن تشتهر في التحطيب باسم "الشومة" حيث تتسم بالصلابة وصعوبة الكسر، ويؤدي استخدامها في الضرب إلى القتل – أحيانا – ولكن نادرا ما يحدث أي أذى لأي من المتبارزين.
مميزات التحطيب
لعبة التحطيب تعلم الإنسان الصبر والمروءة والجرأة والشهامة، وهناك قيم أخرى كثيرة، لأنها ليست مجرد لعبة عادية، إنما هي فن في البداية، فلا بد لمتعلم التحطيب أن يجيد فنون التعامل مع الآخرين، ويتمتع بذكاء يمكنه من الانتصار على خصمه، كما أنها تتطلب قوة بدنية وجسمانية تمكن المبارز من الإمساك بالعصا جيدا وبقوة حتى لا تقع من يده ويكون مثار سخرية من المشاهدين، لكن بدأت اللعبة في الفترة الأخيرة في الانقراض والاندثار في كثير من قرى الصعيد، ومن أجلها أضطر الكثير للذهاب إلى الموالد والأفراح في أي مكان لأشباع رغبته في ممارستها، وعلى الرغم من التكاليف وتعب السفر إلا ان الكثيرين لا يمكنهم الاستغناء عنها أو نسيانها لأنهم يعشقونها.

## السيرة الهلالية
مصر نجحت في تسجيل ملف السيرة الهلالية، عام 2008، بمنظمة اليونسكو. يضم الصعيد في جنوب مصر تراثاً غنائياً متفرداً وأصيلاً، يتمثل في السيرة الهلالية (سيرة بني هلال)، وامتدت أحداثها من نجد إلى تونس مروراً بالصعيد، ورغم مرور قرون على وقائع هذه السيرة، فإن الذاكرة الشعبية لأهل الصعيد أصرّت على إحيائها والتغني بها.
تختلف طرائق أداء وعرض السيرة الهلالية، لكن الطريقة الأكثر انتشاراً هي غناؤها، فيما يعرف لدى أهل الصعيد بـ «فن الواو»، كانت السيرة قديماً تقدّم على لسان «الراوي»، وهو يعزف على الربابة، تغيّر الرواة مع الوقت، وكثيرون راحوا يحفظون السيرة عوضاً عن ارتجالها، ويؤدونها بصحبة عازف للربابة وفرقة من ضاربي الدربكة والدف والرق.
أبرز من أدى السيرة وأكسبها مكانتها هو الشاعر الراحل جابر أبو حسين. سجل السيرة بصوته في نحو تسعين حلقة إذاعية، برفقة الشاعر عبد الرحمن الأبنودي.
بطولات ومغامرات وسيرة شعبية شديدة الثراء، كان لعبد الرحمن الأبنودى الفضل في حمايتها من الضياع، عندما سافر في بلاد الله يجمع فصولها من أفواه منشديها، ويسجلها كاملة سنوات طويلة من التعب والسفر والتدوين، جعلت عبد الرحمن الأبنودى في مصاف الأدباء والشعراء الأوائل في تاريخ الإنسانية ، فالسيرة الهلالية. ثروة قومية أنقذها الأبنودي من الضياع.

## الرسم على الزجاج
يمسك العامل قطعة صغيرة من الزجاج الازرق اللون يحاول تهذيبها بادواته، ثم يضعها على جزء معين من الرسم الموجود على لوح الزجاج امامه فوق الطاولة التي يعمل عليها. يمسك قطعة اخري من الزجاج بنية اللون ويقيسها على أحد اشكال الرسم ثم يمسك ادوته ليضبط ابعادها مع الرسم، كل هذا وهو غارق في عالمه المنحصر بين الرسم على لوح الزجاج وبين قطع الزجاج الصغيرة المختلفة الالوان ليخرج تحفة فنية في النهاية.
3 ملايين حرفي في مصر يخافون من انقراض الأعمال التي يعملوا بها مستقبلا وهذا ما حذرت منه دراسة صادرة عن الغرفة التجارية بالقاهرة من انقراض الحرف اليدوية في مصر وتشريد أكثر من ثلاثة ملايين عامل، وأكدت الدراسة أن الحرف اليدوية تواجه خطر الانقراض بسبب العديد من المعوقات مثل غياب العائد المادي الذي يكفل للعاملين فيها الاستمرارية في العمل، كما أن الحياة العصرية والبحث عن الموضة وعدم الاعتناء بالمقتنيات اليدوية سبب آخر لانهيار الحرف اليدوية، وتشير الإحصاءات إلى أن عدد العاملين والمستفيدين من الصناعات الحرفية كان قبل بضعة أعوام يصل إلى أكثر من ثلاثة ملايين عامل وان كان الخبراء يؤكدون أن هذه الاعداد بدأت في التراجع خلال الاعوام الاخيرة.
من أهم الصناعات التي أصبحت مهددة صناعة الزجاج، والسجاد اليدوي والحفر علي النحاس، والخشب، والتطعيم بالصدف، والخيامية، والخرط الخشبي، والمصاغ الشعبي وصناعات تشكيل المعادن.
صناعة  الفوانيس بمنطقة  باب الخلق التي يتمركز فيها شيوخ الصناعة وأشاوستها والمتخصصين في إعداد الفانوس في مصر،
منذ سنوات الاوضاع تغيرات بعد ان أصبحت الصين تصنع الفوانيس الصغيرة وتغرق بها السوق، وكل عام إنتاجها يقل عن العام السابق وحتى عندما قرر اغلب أصحاب الورش التركيز أكثر في تصنيع الفوانيس الكبيرة التي لها سوق حتى بين العرب قامت الصين بتنزيل فوانيس كبيرة تقليد وأن كانت مازالت على نطاق ضيق مع أن الفارق بين الفانوس المصنوع يدوي والمصنوع بواسطة آلة كبير.

## صناعة الفخار
في قلب القاهرة، تحديدا قرية الفخارين في منطقة الفسطاط  بمصر القديمة، يقع أقدم مكان لصناعة الفخار في مصر، منذ دخول عمرو بن العاص  والفتح الإسلامي، حتى وقتنا الحالي.
قرية الفخاريين بمصر القديمة تضم 30 وحدة لصناعة الفخار، لكنها أصبحت مهنة نادرة جدا، بالرغم من تميز مصر بهذه الصناعة عن غيرها من البلدان، وخاصة قرية الفخارين، وكانت مصر تورد الفخار إلى الدول الأوروبية، فصناعة الفخار سحر يحتاج لفنان، فأنت تحول الطين إلى أشكال فنية مبهجة.
وعجلة الفخار – التي يستخدم في صناعة الفخار - هي أسطوانة حديدية ورأس تستخدم باليد وأسطوانة أخرى من أسفل يتم تشغيلها بالقدم وبمجرد تحريكها باليد أو القدم تسير عكس عقارب الساعة لتبدأ عملية التشكيل ثم تليها عملية الرسم والنقش على الجسم الخارجي وأخيرا تأتى عملية الحرق التي تتم في الفرن الخاص لذلك ويطلق عليه (الكانون) وتطورت صناعة الأفران من البلدية إلى الحديثة التي تعمل بالكهرباء ويترك في الفرن لمدة 6 ساعات وبعد ذلك يكون الشكل النهائي للفخار .
العمل على عجلة الفخار يتطلب تركيز وصبر ويستغرق وقت طويل بدءً من جمع الطفلة من الجبل ثم تخميرها وتخزينها وتنقيتها وتصفيتها وتشكيلها على الدولاب، ولا تستغرق عملية التشكيل سوى عدة دقائق حسب خبرة الفنان وبعد التشكيل تنتقل مباشرة مراحلة الرسم والنقش والتي يتم فيها استخدام الرسم البارز والغائر على الصناعات الفخارية قبل تجفيفها.
ورغم تاريخ هذه المهنة ورقيها، إلا أنها اندثرت بشكل كبير، فهذه المهنة في مصر غير مربحة، على عكس من يعمل بهذه المهنة في الدول الخارجية، بالإضافة إلى أن أغلب الناس يظنون أن صناعة الفخار تقتصر فقط على صناعة القلة والزير وطواجن الطعام، ولا يعلمون أن هذه الصناعة أصبحت تدخل في كل شئ في الديكور مثل الفازات، ووحدات الإضاءة والأباجورات، حتى أن أغلب الفنادق والمطاعم والمحلات الكبرى والقرى السياحية، تطلب كل الأشكال الفخارية، فالمهنة تندثر بسب الإهمال الشديد رغم ان هناك في بعض متاحف العالم مثل متحف اللوفر في فرنسا، يوجد جزء خاص بفخار الفسطاط.

## صناعة الكليم
«الكليم عبارة عن صناعة يدوية، تصنع على النول الخشبي، يرجع تاريخها إلى أيام المصريين القدماء وهي صناعة قديمة جدا تناقلتها الأجيال على مر العصور». من المؤسف أن هذه الصناعة المميزة مهددة بالإندثار، لأن الخامات مرتفعة السعر، ومصر لا تملك أسواق محلية أو عالمية لعرض هذه المنتجات، بالإضافة إلى عدم الاهتمام بهذه الصناعة.
الكليم يصنع من مواد طبيعية مثل القطن والصوف المصبوغ بألوان نباتية طبيعية، ومن أهم فوائده سحب الشحنات السلبية وإعطاء طاقة إيجابية. وتتفاوت أسعار الكليم حسب الغرزة، بالإضافة إلى اختلاف الحجم والرسم،

## السقا
امتازت وظيفة «السقا بأهمية كبيرة في مصر منذ القرن العاشر الميلادي، والسقا هو العامل المسؤول عن توصيل المياه من الخزانات إلى المنازل والمساجد، وكان السقا يحمل قِربة مصنوعة من جلد الماعز يملأها بالماء العذب على ظهره، وفي بعض الأحيان كان يضع الماء في أوعية كبيرة وبراميل ويضعها على عربات كارو ولجأ السقا إلى طريقة ليحصل بها على أجرته عن طريق إعطاء ماركات وهي حصوات مشغولة أو خرز لصاحب البيت، وكل عدد حصوات مساو لعدد المرات المطالب فيها بملئ الزير لصاحبه، فكلما ملأ الزير أعطاه مارك حتى ينتهي العدد فيتلقى أجرته كاملة. بعد إنشاء شركة المياه سنة 1865 أخذت مهنة السقا تتوارى لكنها لم تنته تماما.

## الطرابيشي
عرفت مصر الطربوش منذ الدولة العثمانية وقدوم محمد علي باشا لولاية مصر، وكان قطعة أساسية في المناسبات الرسمية، وساعد في إضفاء وقارًا على مرتديه، ورمزًا للوجاهة الاجتماعية، بل إن البعض كان يعيب على الرجل خروجه من منزله دون وضع الطربوش فوق رأسه، واشتهر به أفراد العائلات المصرية العريقة .
واختفى الطربوش منذ ما يزيد على 60 عامًا، ولم يبق له سوى صور الذكريات، وانتشر صانعوه في مناطق محددة، مثل:  الحسين والصاغة وحارة اليهود، وكان يصنع من الورق المقوى والقماش الأحمر، وغالبًا ما كانت تستورد خاماته من النمسا قبل ثورة يوليو 1952،
ويتوافر في مصر نوعان هما: الطربوش الأفندي، وطربوش العمة الخاص بالمشايخ وطلاب الأزهر.

## الأراجوز
ازدهر في مصر منذ أواخر  العصر المملوكي (1250- 1517)، وكان وسيلة للتسلية تستهدف الصغار والكبار في المناطق الريفية والشعبية، واستخدم للتعبير عن مشاكل المصريين الاجتماعية، ومن أشهر فناني الأراجوز في العصر الحديث، الفنان محمود شكوكو.
وكان «الأرجوزاتي» يختبيء تحت منضدة ويحرك العرائس بخيوط مشدودة تحتها، ويتحدث على لسانها بأصوات مختلفة، ويبدأ في سرد القصص والحكايات، وأحيانا كان يغني السير الشعبية المليئة بالبطولات، وتوعية الأطفال والكبار الذين التفوا حوله.

## مبيض النحاس
حظيت مهنة  مبيض النحاس بأهمية كبيرة، وكانت تدر ربحًا كبيرًا على صاحبها، الذي كان له يوم محدد يمر فيه على القرية، ويتجمع الأهالي محضرين معهم أوانيهم النحاسية، ويقوم مبيّض النحاس باستعمال أدواته، فكان يحضر كمية من الرماد الأحمر، وماء النار، ليضعهما داخل الأواني النحاسية، ويضع طبقة كبيرة من الخيش ويقوم بالوقوف داخلها، ويحركه بقدميه بحركة دائرية منتظمة مرددًا بعض الأغاني والمواويل، إلى أن يلمع النحاس وتزول من فوقه الطبقة الخضراء.
ومع مرور الزمن توارت هذه المهنة، وبدأت تنتشر الأواني المصنعة من الألومنيوم.

## صانع القباقيب
لعب القبقاب دورًا بارزًا في الثقافة الشعبية المصرية، وارتبط بعصر المماليك، فلقيت شجر الدر حتفها بضرب القباقيب، ويقول الكبار إن القبقاب له مزايا صحية هائلة، وانتشرت صناعة القباقيب بكثافة في خمسينيات القرن العشرين، ثم تراجعت شيئًا فشيئًا، وصار استخدامها قاصرًا على المساجد، وتبدو الصناعة اليدوية البسيطة في طريقها للاندثار الآن.

## صانع السلال
حرفة يدوية تعتمد على مهارة صانعها في تشكيل المنتجات، يصنع صاحبها  الكراسي  والأقفاص والسجاد وغيرها من مستلزمات البيوت باستخدام الخوص وجريد النخيل، ويستخدم صانع السلال أدوات قليلة، مثل: مخرز، زوجي زرادية، سكين حادة، مقص، وإبرة كبيرة.
ويفضل البعض منتجات الخوص على المنتجات البلاستيكية؛ كونها مريحة وتدوم لفترات أطول، وحاليًا تواجه الحرفة بعض المخاطر فيما يتعلق بقلة الإقبال على منتجاتها، ومع ذلك فهى ما زالت قائمة في بعض المناطق الريفية.

## مكوجي الرجل
هي مهنة قديمة لا يمارسها إلا قليلون، واستخدمت «مكواة الرجل» بين المصريين لتهيئة الملابس الصوفية الثقيلة التي تستعصي على المكواة الصغيرة، وتعتمد على تسخين المكواة، وتمريرها على الملابس مع الإمساك بذراعها الطويلة المنحنية.

## الحكواتي
الحكواتي هو من يحكى السيرة ودرجت العادة على أن يروي الحكواتي السير الشعبية في مكان عام يسمى «لقهوة» بما اتصف به من حسن الإلقاء واستثارة المشاعر.
يسمى الحكواتي أيضا بـ«المحدث»، ومن الحكاواتية في مصر، العناترة، وهم محدثون اشتهروا برواية سيرة عنترة بن شداد وغيرها، وتروى السيرة شفويا، وهم ينشدون الشعر، ولكنهم يقرأون النثر بالطريقة الدارجة، ولا يستعملون الرباب.

## صندوق الدنيا (البيانولا)
البيانولا لها عدة مسميات منها «صندوق الدنيا»، وهي كلمة مِن التراث الشعبي المصري، تطلق على جهاز «كينتوسكوب»، يدوية الصنع والتشغيل، عبارة عن صندوق خشبي في شبه وحجم دولاب صغير، لونه أسود، ومرسوم عليه رسومات شخصيات كرتونية وزخارف خشبية يوجد على جانبه الأيمن «مانفيلا»، عصا لتدوير الصور داخل الصندوق بشكل يدوي، وعلى الجانب الأيسر يوجد رافع لتشغيل الموسيقي، ويتم تشتغيل قطع موسيقية مسجلة على شريط من الورق، كان هناك شخصان، أحدهما يحمل البيانولا، والآخر يُمسك آلة الـرق، يبدأ الأول في تدوير المانفيلا، بينما يتراقص الآخر على الأنغام الصادرة من البيانولا. ويلتف حوله الأطفال بعد سماعهم المنادي: «اتفرج ياسلام»، فيضع لهم دكة خشبية يجلسون في الفتحات الدائرية للصندوق، وتبدأ الصور تدور داخل الصندوق بشكل متتابع، وتحكي قصصا وحكايات لأبطال شعبيين
البيانولا هي أكثر فنون الشارع التي اختفت، ربما بسبب التطور التكنولوجي، لكن تظل شاهدة على جمال وبساطة كل ما مضى.

## الربابة
الرباب أو  الرَبَابَة، آلة موسيقية مصرية قديمة، ذات وتر واحد، أول من أوجدها القدماء المصريون. أكثر من يستعملها الشعراء المداحون، خصوصاً في صعيد مصر.
تصنع من الأدوات البسيطة المتوفرة لدى أبناء البادية، كخشب الأشجار وجلد الماعز أو الغزال، وأصبحت الفن التقليدي الأول لأبناء الصحراء الرحل. وتُعتبر السمة الأساسية التي تميز مجالس شيوخ البادية، ويرتبط بها البدو ارتباطا كبيرا، لأنها تتناسب مع الطبيعة الصحراوية التي يعيشون فيها.
ورد ذكر آلة الربابة في العديد من المؤلفات القديمة لكبار العلماء، أمثال الجاحظ في “مجموعة الرسائل”، وابن خلدون، وورد شرح مفصل لها في كتاب الفارابي "الموسيقى الكبير”، وهناك صورة لآلة الربابة على قطعة حرير، وجدت في إيران، وتوجد الآن في متحف بوسطن للفنون.
عرف العرب سبعة أشكال من الربابة، هي «المربع – المدور – القارب – الكمثري – النصف كرة – الطنبوري – الصندوق المكشوف».
وبعد الفتح الإسلامي للأندلس، انتقلت الربابة إلى أوروبا وتغيرت تسميتها، ففي فرنسا تسمي «رابلا» وفي إيطاليا «ريبك»، وفي إسبانيا «رابيل» أو «أربيل».
يعتبر فن العزف على الربابة موروثا شعبيا قديما شارف على الاندثار، وهو من الفنون القديمة عند سكان البادية، حيث كانوا يستخدمونها في احتفالاتهم ومناسباتهم الاجتماعية والأعياد، ويعزفونها في مجالسهم ومسامراتهم، ويكون معروفا فيما بينهم عازف الربابة، ليعزف لهم مقطوعاته التي يطربون لسمعها.
وعرف أيضا عن بعض أبناء البادية حب اقتنائها، ووضعها في مكان بارز في بيوتهم، تعبيرا عن تمسكهم بها وبموروثاتهم، ولكن الآن بدأ هذا الفن في الاندثار والغياب.

## الأرغول «مزمار القصب»
الأرغول آلة موسيقية هوائية من التراث الشعبي المصري، تُصنع من قصب السكر وتتألف من قصبتين متلاصقتين، إحداهما لها ستة ثقوب، والثانية أطول من الأخرى. يمكن للعازف أن يزود الأرغول بوصلات إضافية عند الضرورة، ويتراوح طول الأرغول بين 50 سم و200 سم، علما بأن استخدام الأرغول الأكبر حجما، بدأ بالتراجع لدى المغنيين الشعبيين. يعزف الفنان على الأرغول بالنفخ في الفوهة الموجودة في الجزء الأعلى من القصبتين، وتُستخدم هذه الآلة لتأدية مجموعة من الأغاني الشعبية، أشهرها المواويل.

## فرقة حسب الله
لعل فيلم «شارع الحب»، الذي أنتج عام 1959، خير شاهد على ميلاد الفرقة، عندما شاهدنا الفنان عبد السلام النابلسي في دور «حسب الله السادس عشر»، لتصبح «الفرقة» أحد أهرامات مصر في أحيائها الشعبية.
انطلقت الفرقة الموسيقية النحاسية من قلب شارع محمد علي بوسط القاهرة التاريخية، سنة 1860، على يد صاحبها «محمد حسب الله»، الذي كان أحد أفراد فرقة السواري، التي تعمل في خدمة الخديوي عباس حلمي، لتصبح جزءاً من التراث والفلكلور الشعبي المصري، حتي وصل صيتها إلى كل أنحاء العالم العربي.
تعرضت هذه الفرقة العريقة إلى التهميش تحت قيادة آخر جيل من العازفين، وربما الاندثار يهددها. اشتهرت الفرقة بالملابس الحمراء منذ تأسيسها، ثم تطور الأمر بعد ذلك إلى اللونين الأزرق والأخضر.